# Том Лануа
Тому Лануа (нід. Tom Lanoye (Tom Emiel Gerardine Aloïs Lanoye), 27 серпня 1958, Сінт-Ніклас, Бельгія) — фламандський письменник. Живе і працює в Антверпені та Кейптауні. Книги Лануа перекладені, а п'єси поставлені більш ніж десятьма мовами. Низка його книг, зокрема Alles moet weg, були екранізовані. Відкритий гей.

## Нагороди
- Премія Константина Гюйгенса (2013)